# Bathyaulax translucens
Bathyaulax translucens är en stekelart som först beskrevs av Josef Fahringer 1935.  Bathyaulax translucens ingår i släktet Bathyaulax och familjen bracksteklar. Inga underarter finns listade.